# Osmia nemoris
Osmia nemoris är en biart som beskrevs av Sandhouse 1924. Osmia nemoris ingår i släktet murarbin, och familjen buksamlarbin. Inga underarter finns listade i Catalogue of Life.